# Evelyn Cavendishová
Evelyn Cavendishová, vévodkyně z Devonshiru (rozená Petty-FitzMaurice; 27. srpna 1870 – 2. dubna 1960) byla manželkou Viktora Cavendishe, 9. vévody z Devonshiru. Narodila se jako nejstarší dcera politika Henryho Pettyho-Fitzmaurice, 5. markýze z Lansdowne a vyrůstala uprostřed veřejného života. Sňatkem s Cavendishem, dědicem 8. vévody z Devonshiru, se Evelyn v roce 1908 stala vévodkyní. Ze svého postavení dohlížela na reorganizaci panství Devonshire a řídila čtyři anglické domy a jeden irský hrad.
Evelyn Cavendishová v letech 1910 až 1916 zastávala pozici garderobiérky královny Marie, než byl její manžel v roce 1916 jmenován generálním guvernérem Kanady, kam s ním odjela. Po návratu do Anglie v roce 1921 byla znovu určena za garderobiérku královny Marie, a tuto funkci si udržela až do královniny smrti v roce 1953. V roce 1938 Evelyn ovdověla. Svá poslední léta trávila v Hardwick Hall.

## Rodina a dětství
Evelyn Cavendishová se narodila 27. srpna 1870 jako nejstarší dcera politika a státníka Henryho Pettyho-FitzMaurice, 5. markýze z Lansdowne, a jeho manželky, Lady Maud Hamiltonové, dcery 1. vévody z Abercornu. Evelynin otec sloužil v letech 1883 až 1888 jako generální guvernér Kanady, v letech 1888 až 1894 jako místokrál Indie, a v letech 1903 až 1916 jako vůdce konzervativní strany ve sněmovně lordů. Lady Evelyn byla tudíž vychovávána k veřejnému životu.

## Manželství
Evelyn se 30. července 1892 provdala za Viktora Cavendishe, synovce a dědice 8. vévody z Devonshiru a nejmladšího člena Dolní sněmovny Spojeného království. Oni i jejich rozrůstající se rodina sídlili v Holker Hall v Lancashiru. Do rodiny nakonec přibylo 5 dcer, 2 synové a dvacet jedna vnoučat.
Jako součást oslav diamantového jubilea královny Viktorie v roce 1897, uspořádal Viktorův strýc Devonshire House Ball, jeden z nejextravagantnějších večírků. Lady Evelyn se ho zúčastnila převlečená do šatů ve stylu dámy u dvora císařovny Marie Terezie, zatímco její manžel přišel v kostýmu ze šestnáctého století.

## Vévodkyně z Devonshiru
Viktor se stal v roce 1908 9. vévodou z Devonshiru a Evelyn Cavendishová vévodkyní. Devonshirovi byli jednou z nejbohatších rodin v zemi, někteří si dokonce mysleli, že byli bohatší než královská rodina. Vévodkyně dohlížela nad čtyřmi velkými statky v Anglii a nad jedním irským hradem. Ze svého nového postavení také dohlížela nad reorganizací panství Devonshire. Vévodkyně přísně dodržovala etiketu, její švagr ji charakterizoval jako "navyklou autoritě". Byla známá svou drsnou osobností; někteří o ní mluvili jako o "nepříjemné ženě". Manželův životopisec ji popsal jako "chladnou, autoritativní a skromnou" a jeden sluha vzpomínal, že "mluvila s vámi, jen když něco chtěla a nemohu říci, že by kdy poděkovala".
V roce 1909 vévodkyně založila derbyshirskou pobočku Červeného kříže a stala se její první předsedkyní. V roce 1910 byla jmenována garderobiérkou nově korunované královny Marie. V roce 1916 vévoda přijal své jmenování generálním guvernérem Kanady a jeho manželka se vzdala svého postavení, aby ho spolu s jejich šesti dětmi doprovodila. Během pobytu v Kanadě se jejich dcera Dorothy setkala s budoucím premiérem Haroldem Macmillanem. Zatímco vévoda byl takovýmto sňatkem potěšen, vévodkyně byla nešťastná, že Macmillan, ačkoli bohatý, pochází z rodiny pouhého obchodníka. Místo toho upřednostňovala sňatek své dcery s dědicem vévody z Buccleuch. Nicméně, Dorothy a Macmillan se v dubnu 1920 vzali.
Devonshirskému vévodovi skončilo působení v Kanadě v roce 1921, a vévodkyně se vrátila ke své funkci garderobiérky královny Marie, kterou si udržela až do královniny smrti v roce 1953. Královna Marie v květnu 1937 Evelyn udělila Královský řád Viktoriin.

## Vdovství
V dubnu 1925 dostal vévoda mrtvici, která ho paralyzovala a vedla k postupnému zhoršení jeho psychiky. Dříve žoviální muž začal být nepříjemný ke své rodině i jiným lidem, a najedou nedokázal snášet svou ženu. Manželka jejich vnuka později vzpomínala, že "babička Eva se snažila pokračovat, jakoby se nic nestalo, ale dům a statky postrádali vůdce a to bylo vidět". Vévodkyně získala větší moc nad jeho majetkem. V květnu 1938 vévoda zemřel a Evelyn se usadila v Hardwick Hall, kde dohlížena na množství oprav svých tapiserií a výšivek.
V roce 1950 nečekaně zemřel 10. vévoda z Devonshiru a následné dně z pozůstalosti (asi 80%) způsobily prodej mnoha aktiv a nemovitostí Devonshirů, včetně Hardwicku. Vévodkyně se jen nerada loučila s milovaným majetkem. V roce 1959 převedlo ministerstvo financí dům do National Trust. Vévodkyně však v domě zůstala až do své smrti 2. dubna 1960. Udělala hodně pro zachování historických textilií v domě a byla jeho poslední obavatelkou.

## Potomci
Evelyn měla s Viktorem dva syny a sedm dcerː
- Edward Cavendish, 10. vévoda z Devonshiru (6. května 1895 – 26. listopadu 1950); v roce 1917 se oženil s Lady Mary Alice Gascoyne-Cecilovou, dcerou Jamese Edwarda Cecila, 4. markýze ze Salisbury. Edward měl s Mary pět dětí.
- Lady Maud Luisa Emma Cavendish (20. dubna 1896 – 30. března 1975)
- Lady Blanche Katherine Cavendish (2. února 1898 – 1987)
- Lady Dorothy Evelyn Cavendish (28. července 1900 – 21 May 1966); v dubnu 1921 se provdala za Harolda Macmillana, s nímž měla čtyři děti.
- Lady Rachel Cavendish (22. ledna 1902 – 2. října 1977); v roce 1923 se provdala za Jamese Stuarta, 1. vikomta Stuarta z Findhornu, s nímž měla tři děti.
- Charles Arthur Francis Cavendish (29. srpna 1905 – 23. března 1944); v roce 1932 se oženil s Adele Astaire
- Lady Anne Cavendish (20. srpna 1909 – 1981); v roce 1929 se provdala za Henryho Hunloka

## Vyznamenání a ocenění
- Královský řád Viktoriin
- Smírčí soudce
- Řád johanitů